# Terek-Koemalaagland
Het Terek-Koemalaagland (Russisch: Терско-Кумская низменность; Tersko-Koemskaja nizmennost) is een vlakte in het oostelijk deel van de Noordelijke Kaukasus en het zuidwestelijk deel van de Kaspische Laagte. Het laagland grenst in het noorden aan de Koema-Manytsjlaagte en de vallei van de Koema, in het westen aan de Stavropolse Hoogte en in het zuiden aan de noordelijke uitlopers van de Kaukasus.
Het oostelijke deel, dat aan de westkust van de Kaspische Zee grenst, bevindt zich onder zeeniveau, maar in het westelijk deel kan de bijna volledig vlakke laagte oplopen tot 100 meter. Het laagland kan opgedeeld worden in drie delen:
- noordelijk deel: de zand-leemachtige laagte die aan de Koema grenst
- deel ten noorden van de Terekrivier: het zandige massief van Terek en Koema
- zuidoostelijk deel: de delta van de Terek- en Soelakarivieren

Het landschap is semi-aride, met in het oostelijk deel zandgronden, in het zuidoostelijk deel de vallei van de Terek en in het overgebleven deel vooral steppe (Nogajsteppe). De laagte wordt vooral gebruikt voor extensieve veeteelt.